# Julius Freudenthal
Julius Freudenthal (* 5. April 1805 in Braunschweig; † 14. August 1874 ebenda) war ein deutscher Geiger, Komponist und Münzsammler.

## Leben und Werk
Bereits 1818 Volontär im Orchester des Braunschweiger Nationaltheaters, wurde er bald darauf Kammermusikus in der herzoglichen Hofkapelle und erster Geiger. Nach längerer Tätigkeit als Dirigent der Ballettmusik am Hoftheater in Braunschweig wurde er 1841 zum Hofmusikdirektor und zweiten Dirigenten der herzoglichen Hofkapelle ernannt. Aus gesundheitlichen Gründen ging er bereits 1861 in den Ruhestand.
Schon früh verfasste Freudenthal auch eigene Kompositionen. So schrieb er Stücke für Violine oder Pianoforte, Variationen, Rondos und Lieder. Über den Aufstand der Braunschweiger und die Vertreibung des Herzogs Karl II. von Braunschweig am 7. September 1830 verfasste er ein „Tongemälde“. Später komponierte und textete er mehrere burleske Opern, die ursprünglich für einen kleinen Kreis von Freunden bestimmt waren, aber zum Teil später auch an anderen Orten von Gesangvereinen aufgeführt wurden, so „Die Barden“ oder „Die goldenen Locken“.
Neben seinem Beruf widmete sich Freudenthal der Numismatik und galt bald als Autorität auf diesem Gebiet. Seine umfangreiche Sammlung bildete den Grundstock der Sammlung von Münzen und Medaillen im Städtischen Museum Braunschweig.